# بطليموس فيلادلفوس
بطليموس فيلادلفوس ( 36 ق.م. - 29 ق.م.) كان أميرًا بطلميًا والإبن الأصغر والرابع للملكة البطلمية اليونانية كليوباترا السابعة ملكة مصر، والإبن الثالث لها من مارك أنطوني عضو الحكم الثلاثي الروماني.

## حياته

### النشأة وتولي الحكم
كان بطليموس فيلادلفوس من أصول يونانية ورومانية. دعا والده مارك أنتوني كليوباترا إلى اجتماع بالقرب من أنطاكية ، سوريا (التي أصبحت الآن جزءًا من تركيا الحديثة) في مكان حدده المؤرخ بلوطرخس بأنه يقع بين بيروت وصيدا يُدعى لايت وهي قرية غير مسورة. وفقا لبلوطرخس فقد وُلد بطليموس فيلادلفوس في وقت قريب من هذا الاجتماع بين نوفمبر وديسمبر تقريبًا في سنة 37 قبل الميلاد. في حين يعتقد المؤرخ ويليام وودثورب تارن [الإنجليزية] أن ولادته (على الأرجح في الإسكندرية، مصر) كانت بين أغسطس وسبتمبر 36 قبل الميلاد.